# Pino
För andra betydelser, se Pino (olika betydelser).
Pino är en tecknad figur som finns utgiven i en egen bokserie samt filmserie. Böckerna och filmerna vänder sig främst till barn upp till fyraårsåldern. Böckerna beskrivs av författarna som ett mellanting mellan pekböcker och böcker med handling. Pino skildras i enkla händelser som små barn kan relatera till. Pino ger sig ofta ut och leker men verkar också göra saker som vuxna gör, tex flyga flygplan eller arbeta som doktor.
Den första boken om Pino kom ut 2002, och idag finns 24 stycken utgivna. Författare är Eva Pils och Agneta Norelid. Kenneth Anderson har gjort teckningarna. De 20 filmerna om Pino som har gjorts har visats på SVT:s Bolibompa och finns även utgivna på DVD. Pino förekommer även som CD-romspel, memoryspel och som leksak i form av nallebjörn.

## Pino på andra språk
I Frankrike, där han heter Tomi, har 14 böcker utgivits . Pino har även givits ut i Norge (7 titlar) och i Japan som e-bok (7 titlar).

## Karaktärer
Förutom Pino förekommer även Pinolina, Pingvinen, Katten, Kaninen och Dockan i de flesta äventyr. Även Hunden förekommer i vissa äventyr.

## Böckerna om Pino
Böckerna är oftast inbundna, 32 sidor.
- Pinos dagbok - 2002
- Pinos sommarbok - 2004
- Pinos vinterbok - 2004
- Pinos födelsedag - 2005
- Pinos lekpark - 2005
- Pino är bäst - 2007
- Sov gott Pino - 2007
- Rita och Räkna med Pino
- Räkna med Pino - 2008
- Pinos bondgård - 2010
- Doktor Pino - 2010
- Pinos affär - 2010
- Pinos jul - 2010
- Pino och Hunden - 2010
- Pino ska ut och åka - 2010
- Pino på upptäcktsfärd - 2010
- Pinos pannkakskalas - 2010
- Pino går på tivoli - 2010
- Pino och katten - 2010
- Pino på utflykt - 2010
- Pino på cirkus - 2010
- Pinos dagis - 2010
- Pino på skattjakt - 2013
- Pino och pottan - 2014

## Utgivna DVD:er om Pino
Två DVD:er finns utgivna med Pino. De innehåller vardera 10 animerade filmer. Berättare är Jörgen Lantz. Musik har gjorts av Mija Folkesson.
- Pino på äventyr (2010)
- Pino och hans vänner (2010)